# Konrad Raczkowski
Konrad Raczkowski (ur. 14 września 1977) – polski ekonomista i menedżer, profesor nauk ekonomicznych, w latach 2015–2016 podsekretarz stanu w Ministerstwie Finansów.

## Życiorys
W 2006 na Wydziale Wojsk Lądowych Akademii Obrony Narodowej obronił pracę doktorską z zakresu nauk wojskowych pt. System szkolenia i doskonalenia w służbie celnej z zakresu taktyki i technik interwencji. Geneza, koncepcje, struktura, rozwój. Następnie odbył trzyletni staż habilitacyjny nauk ekonomicznych w Instytucie Organizacji i Zarządzania w Przemyśle „Orgmasz” w Warszawie. W 2011 na podstawie dorobku naukowego oraz rozprawy pt. Zarządzanie wiedzą w administracji celnej w systemie bezpieczeństwa ekonomiczno-społecznego obronionej na Wydziale Zarządzania i Dowodzenia AON uzyskał habilitację z nauk społecznych. 11 marca 2019 uzyskał tytuł profesora nauk ekonomicznych. Wykładał w Szkole Głównej Handlowej oraz jako profesor nadzwyczajny w Szkole Wyższej im. Pawła Włodkowica w Płocku oraz w Wydziale Zamiejscowym Społecznej Akademii Nauk w Warszawie. Specjalizuje się w zarządzaniu w systemie gospodarczym, restrukturyzacjach przedsiębiorstw, finansach publicznych oraz gospodarce nieoficjalnej. W latach 2012–2021 dyrektor Instytutu Ekonomicznego Społecznej Akademii Nauk w Warszawie oraz kierownik katedry Zarządzania w Gospodarce. Następnie dyrektor Centrum Gospodarki Światowej oraz prorektor ds. finansowych Uniwersytetu Kardynała Stefana Wyszyńskiego w Warszawie (UKSW). Autor ponad 150 publikacji naukowych, redaktor naukowy podręczników akademickich i członek towarzystw naukowych: Royal Economic Society oraz British Academy of Management.
Od 2003 do 2013 pracował w Ministerstwie Finansów. Współpracował jako doradca z Europejskim Urzędem ds. Zwalczania Nadużyć Finansowych w Brukseli oraz Instytutem Bezpieczeństwa i Polityki Rozwoju w Sztokholmie (Visiting Fellow). Stypendysta rządu Szwecji z zakresu zarządzania (2009). W 2015 został członkiem Narodowej Rady Rozwoju przy Prezydencie RP.
19 listopada 2015 powołany na stanowisko podsekretarza stanu w Ministerstwie Finansów. Odwołany z funkcji 8 marca 2016, według informacji medialnych, po krytycznej wypowiedzi o stabilności polskiego systemu bankowego. Następnie został CFO, wiceprezesem zarządu Banku Ochrony Środowiska, gdzie kierował m.in. opracowaniem strategii rozwoju banku na lata 2016–2020 i przeprowadził restrukturyzację, a także Przewodniczącym Rady Nadzorczej Domu Maklerskiego BOŚ S.A. Członek Państwowej Komisji Egzaminacyjnej do spraw doradztwa podatkowego (VI kadencji). W latach 2019–2020 wiceprezes Miedzi Copper Corporation w Vancouver. W grudniu 2024 został głównym ekonomistą Związku Rzemiosła Polskiego.

## Odznaczenia i wyróżnienia
10 lipca 2025 otrzymał nadany przez Prezydenta RP Krzyż Oficerski Orderu Odrodzenia Polski.  W 2019 otrzymał Złotą Odznakę „Zasłużony dla Krajowej Administracji Skarbowej”.
Laureat nagród, m.in. Prezesa Polskiej Akademii Nauk „za wybitne osiągnięcia naukowe w zakresie finansów” w IX konkursie Komitetu Nauk o Finansach PAN (2016), nominacji w I kategorii konkursu Economicus za książkę „Zarządzanie publiczne. Teoria i Praktyka“ PWN 2015, złotego medalu Ministra Sprawiedliwości oraz wielokrotnie nagrody rektora SAN i UKSW za wybitne osiągnięcia naukowe.

## Życie prywatne
Posiada IV dan w taekwondo.

## Ważniejsze publikacje
- Konrad Raczkowski, Piotr Komorowski (eds.), International Economic Policy for the Polycrisis, Routledge, London 2024.
- Konrad Raczkowski, Yochanan Shachmurove (eds.), Macroeconomic Stability Modelling, UKSW Publishing House, Warsaw 2024.
- Konrad Raczkowski, Friedrich Schneider, Joanna Węgrzyn, Ekonomia systemu podatkowego, Wydawnictwo Naukowe PWN, Warszawa 2020. ISBN 978-83-01-21211-7.
- Konrad Raczkowski, Friedrich Schneider, Florent Laroche: The Impact of Regulation of the Road Transport Sector on Entrepreneurship and Economic Growth in the European Union. Warsaw-Linz-Lyon: Motor Transport Institute, 2017. ISBN 978-83-60965-71-9. Brak numerów stron w książce
- Konrad Raczkowski, Magdalena Zioło (red.): Sfera finansowa wobec wyzwań zrównoważonego rozwoju. Warszawa: CeDeWu, 2017. ISBN 978-83-7556-908-7. Brak numerów stron w książce
- Konrad Raczkowski. Makroekonomiczne stabilizatory procesu zarządzania publicznego w państwach Unii Europejskiej. „Przegląd Organizacji”. 9/2016. ISSN 0137-7221.brak numeru strony
- Konrad Raczkowski: Public Management. Theory and Practice. New York-Dordrecht-London: Springer, 2016. ISBN 978-3-319-20311-9. Brak numerów stron w książce
- Ismail Gölgeci, Justyna Światowiec-Szczepańska, Konrad Raczkowski. How Does Cultural Intelligence Influence the Relationships between Potential and Realized Absorptive Capacity and Innovativeness? Evidence from Poland. „Technology Analysis & Strategic Management”. 2016. ISSN 1465-3990.brak numeru strony
- Konrad Raczkowski (red.): Risk Management in Public Administration. Basingstoke and New York: Palgrave Macmillan, 2016. ISBN 978-3-319-30877-7. Brak numerów stron w książce
- Konrad Raczkowski: Zarządzanie publiczne. Teoria i praktyka. Warszawa: PWN, 2015. ISBN 978-83-0118-115-4. Brak numerów stron w książce
- Konrad Raczkowski. Measuring the tax gap in the European economy. „Journal of Economics and Management published by the University of Economics in Katowice”. 21/2015. ISSN 1732-1948.brak numeru strony
- Konrad Raczkowski, Marian Noga, Jarosław Klepacki: Zarządzanie ryzykiem w polskim systemie finansowym. Warszawa: Difin, 2015. ISBN 978-83-7930-847-7. Brak numerów stron w książce
- Konrad Raczkowski, Friedrich Schneider, Bogdan Mróz. Shadow economy and tax evasion in the EU. „Journal of Money Laundering Control”. 18, No. 1, 2015. ISSN 1368-5201.brak numeru strony
- Konrad Raczkowski (red.): Bezpieczeństwo ekonomiczne obrotu gospodarczego. Ekonomia-Prawo-Zarządzanie. Warszawa: Wolters Kluwer, 2014. ISBN 978-83-264-3246-0. Brak numerów stron w książce
- Konrad Raczkowski, Łukasz Sułkowski (red.): Tax Management and Tax Evasion. Frankfurt am Main: Peter Lang, 2014. ISBN 978-3-631-65190-2. Brak numerów stron w książce
- Konrad Raczkowski, Friedrich Schneider (red.): Economic security in business transactions/management in business. Oxford: Chartridge Books Oxford, 2013. ISBN 978-1-909287-68-6. Brak numerów stron w książce
- Konrad Raczkowski (red.): Bezpieczeństwo ekonomiczne. Wyzwania dla zarządzania państwem. Warszawa: Wolters Kluwer Business, 2012. ISBN 978-83-264-1687-3. Brak numerów stron w książce